# 弗拉基米尔·彼得罗维奇·科诺诺夫
弗拉基米尔·彼得罗维奇·科诺诺夫（羅馬化：Vladimir Petrovich Kononov；1974年10月14日—），绰号“沙皇”，少将军衔，顿涅茨克人民共和国武装力量领导人。2014年8月15日接任伊戈尔·斯特列尔科夫成为顿涅茨克人民共和国国防部长，担任该职务至2018年10月1日，该职务取消。

## 人物经历
2015年晋升少将。